# Vissenbjerg
Vissenbjerg – miasto w Danii, w regionie Dania Południowa, w gminie Assens.